# Елвін та бурундуки (серія фільмів)
Вигадана анімаційна співоча група «Елвін та бурундуки», створена Россом Багдасаряном, з'явилася у восьми повнометражних фільмах з моменту дебюту.

## Фільми

### Елвін та бурундуки (2007)
У житті музиканта Девіда Севілла розпочалася чорна смуга: його агент вважає пісні, що створює Девід, непотребом, і тому Девід лишається без роботи.
Проте перед Різдвом в лісі зрубали ялинку, а в ній опинилося троє бурундуків: Елвін, Саймон і Теодор. Вони випадково потрапили в будинок Севілла. Спочатку він намагався позбутися гризунів, проте потім із величезним здивуванням дізнався, що вони доволі розумні створіння і ще й вміють співати! У цьому Девід знаходить продовження своєї кар'єри: він вклав спати бурундуків, а сам придумав для них пісню, щоб вже наступного ранку продемонструвати її своєму агентові. Проте бурундуки соромилися співати перед чужою людиною, і Девід із поразкою пішов додому.
Бурундуки принесли в будинок Дейва багато турбот: наводили постійний гармидер, та ще й ховали їжу під килим. Тому Девід вирішив віднести їх назад у ліс, проте одразу ж змінив своє рішення: Елвін, Саймон і особливо Теодор вже вважали Девіда своєю родиною.
Про співуче тріо бурундуків дізнався музичний продюсер Ян Гоук, і завдяки цій співпраці бурундуки розмістилися на вищих позиціях хіт-парадів. Девід не хотів виснажувати бурундуків: для нього вони в першу чергу були дітьми. А Ян хотів зробити з них справжніх рок-зірок, щоб отримати якнайбільше грошей, тому оселив їх у своєму будинку, дозволяв бурундуками бешкетувати цілими днями. Але такий спосіб життя дався в знаки, коли бурундукам треба було записувати нову пісню: вони були виснаженими і не могли працювати. Тоді продюсер змушує бурундуків співати на концерті під фонограму. Коли Девід дізнається про те, що відбувається з бурундуками, він пробирається на концерт, викриває обман Яна. Бурундуки хотіли повернутися до Девіда, проте Ян саджає їх в клітку, щоб бурундуки насильно провели тур Європою. Але бурундукам вдалося втекти від нього: вони відкрили клітку і замість себе поклали туди іграшки.
Ян залишився ні з чим, а Елвін, Саймон і Теодор живуть разом із Девідом, що став їм справжнім батьком.

### Елвін та бурундуки 2 (2009)
Дейв отримує травму, коли вирізаний з картону Елвін відправляє його летіти через сцену під час благодійного концерту. Дейв просить свою тітку Джекі доглядати за Бурундуками, Елвіном, Саймоном і Теодором. Також для них передбачено можливість відвідувати державну школу в середній школі Вест Істман. Після того, як у Джекі також трапилася аварія, Бурундуки залишаються під опікою Тобі, онука Джекі та двоюрідного брата Дейва.
Колишній генеральний директор Ян Хоук, який розбитий і знедолений, живе у підвалі JETT Records. Три співаючі жінки-бурундуки, Бріттані, Жанетт та Елеонора, також відомі як The Chipettes, виходять із пакету FedEx. Ян вербує і наймає Чіпетт, намагаючись відродити його кар'єру.
Навчаючись у школі, хулігани висміюють бурундуків і погрожують вбити їх, бо їх подруги приваблюють. Вони переслідують Бурундуків навколо школи, дають Саймону закрутку в туалеті і тицяють у приклад Теодора. Бурундуків викликають до кабінету директора і виявляють, що директор, доктор Рубін, є шанувальником. Вона залучає їхню допомогу для збору грошей на музичну програму, беручи участь у конкурсі. Ян вражений тим, що знаходить Бурундуків на першій сторінці своєї газети. Прочитавши історію про них, він швидко відправляє Чіпет до школи.
Коли Бурундуки зустрічаються з Чіпетт, обидві групи вражають одна одну. Однак Бріттані нагадує дівчатам, що Ян сказав, що Бурундуки зрадили його і не заслуговують на довіру. Елвін та хлопці намагаються пройти репетицію через нові розгроми. Ян самовдоволено входить і представляє своїх нових зірок, Чіпет. Хлопці вражені тим, що дівчата працюють з Йеном, і виникає суперництво, коли Ян переконує доктора Рубіна дозволити Чіпетте змагатися в битві за оркестри. Доктор Рубін влаштовує концерт для двох груп, які змагатимуться за представництво школи.
Елвін стає популярним серед жартівників і приєднується до футбольної команди, не розуміючи, що наступна гра — під час концерту. На концерті Теодор і Саймон кажуть шанувальникам, що Елвін не з'явився, і вони не можуть виступити, що призводить до перемоги Чіпет. Після концерту Елвін прибуває до порожньої аудиторії, і Бріттані кличе його за відсутність відповідальності. Елвін повертається додому і намагається вибачитися перед братами, але його ігнорують. Теодор втікає в зоопарк наступного дня. Альвін і Саймон рятують його від орла, і троє миряться.
Незабаром Чіпетт наймають, але дізнаються, що вони повинні виступити як відкриття концерту Брітні Спірс тієї самої ночі, як і шкільний конкурс. Ян переконує їх припинити битву та виступити на концерті, але відмовляється віддати той же кредит Джанетт та Елеонорі, що і Бріттані, яка вимагає, щоб вони виступали всі разом чи взагалі, поки Ян не погрожує відправити їх на ресторан барбекю, якщо вони не виступають.
Перед Битва за оркестри Елвін отримує телефонний дзвінок від Чіпетт, які повідомляють йому, що Ян зачинив їх у клітці. Елвін мчить рятувати їх, а Саймон розповідає Джанетт, як вибрати замок на мобільному телефоні. Саймон і Теодор готові вийти на виступ, поки інші не прибудуть саме вчасно, щоб виступити на конкурсі. Бурундуки та Чіпетте виступають разом і отримують гроші за музичну програму. Дейв, який покинув лікарню, дізнавшись, що Тобі доглядає за Бурундуками, повертається під час змагань, щасливий знову побачити Бурундуків. Тим часом Ян виставляється на концерті. Він налаштовується на дівчат, коли намагається наслідувати їх, лише щоб його забрали охоронці. Після змагання Дейв дозволяє Чіпетте залишатися з ними. І бурундуки, і чипетти готуються до сну. Коли Елвін і Дейв сваряться перед сном і б'ються за перемикач світла, Рубін змушує шкрябати жуйку з-під трибун у спортзалі, як покарання за те, що Елвін запізнився на пісню, а охоронці кидають Яна у смітник .

### Елвін та бурундуки 3 (2011)
Через два роки після подій другий фільм, Дейв (Джейсон Лі), Бурундуки та Чіпетти (Джастін Лонг, Метью Грей Габлер, Джессі Маккартні, Крістіна Епплгейт, Анна Фаріс, і Емі Полер) вирушають у круїзні канікули на Карнавальна мрія, що прямують до Міжнародної музичної премії. Бурундуки та чіпети, особливо Елвін, у підсумку створюють пандемоній. Пізніше тієї ж ночі, після того, як Дейв вирушає на вечерю за столиком капітана, щоб вибачитися за поведінку Елвіна, Елвін підкрадається до корабельного казино, а за ним і Саймон, який сподівається утримати Елвіна від подальшого викриття; Тим часом Чіпети вирушають до суднового танцювального клубу, де проводять танцювальний бій з трьома учасниками вечірки, залишаючи Теодора одного в кімнаті, дивлячись непридатний фільм про монстрів із джунглів. Дейв виявляє, що його старий бос Ян Хоук (Девід Крос) працює в якості охоронця корабля, одягнений у пелікан, і збирається повідомити капітана, якщо Бурундуки та Чіпетте викликають більше проблем, тому він може помстити життя Дейву. Врешті-решт Саймона та Елвіна схоплюють у казино, їх повертають до кімнати разом із Чіпетт, і Дейв звинувачує у недовірі. На наступний день Елвін вирушає на парашуті на повітряному змії, але повітряний змій відлітає разом з ним та іншими Бурундуками. Дейв вирушає на дельтаплані, щоб знайти їх, але Ян намагається його зупинити, і вони обоє опиняються в Тихому океані.
Тим часом Бурундуки знаходять острів, і вони сплять на ніч. Дейв звертається за допомогою до Яна, щоб знайти той самий острів і почати шукати Бурундуків. Наступного ранку Бурундуки вирушають і знаходять їжу, і поки вони це роблять, з'являється острівний зник на ім'я Zoe (Дженні Слейт) і бачить Бурундуків та Чипет для вперше, оскільки вона пояснює, що перебуває на острові дев'ять років. Потім вони йдуть до будинку на дереві Зої, де Елеонора розтягує щиколотку після падіння із застібки, а Саймона кусає павук, побічні ефекти включають зміни особистості та втрату загальмованості.
На наступний ранок усі помічають, що особистість Саймона змінилася, він амнезія і думає, що він французький авантюрний бурундук на ім'я Сімоне (Алан Тудик). «Сімона» приваблює Жанетт і закохується в неї, але не так доброзичливо ставиться до Елвіна і Бретані. Пізніше Зої забирає Сімону, Жанетт, Елеонору та Теодора до озера з водоспадом, а «Сімона» знаходить печеру. Він повертається із золотим браслетом, який дарує Жанетті як корону. Бріттані та Елвін, ставши «відповідальними», оскільки Жанетт і «Сімона» вкрали їхні особи, на наступний день бачать діючий вулкан і вирішують, що їм доведеться покинути острів разом з іншими. Теодор і «Сімона» знаходять Дейва і Яна, і вони йдуть на зустріч з іншими бурундуками. З Алвіном та Бретані, котрі відповідають, їм усім призначено роботу з будівництва плоту для виходу з острова. Коли Джанетт і «Сімона» йдуть шукати їжу, «Сімону» збивають без тями, а Жанетт викрадають; «Сімона» згодом повертається до Саймона.
Усі знаходять Саймона неспаним, і він не може згадати нічого, що сталося з ним після зміни. Вони виявляють, що Зої взяла Жанетт, і вони прямують до водоспаду. Коли вони підходять до колоди дерева, щоб перетнути, Дейв і Елвін вирішують, що поїдуть і знайдуть Джанетт. Коли Зої заохочує Жанетт знайти скарб у печері, прив'язавши її до мотузки, Елвін та Дейв приходять їй на допомогу. Зої розповідає, що вона цілеспрямовано приїхала на острів (зустрічне заявлення про її попереднє твердження, що вона там теж приземлилася) в надії знайти скарб, але через дев'ять років вона провела сама без людської взаємодії та декількох укусів павука, перебуваючи на острові, особистість змінилася і стала божевільним маніяком, відчайдушно бажаючи скарбу. Острів знову починає гуркотіти, коли Зої відпускає мотузку, і Жанетт біжить з Дейвом та Елвіном назад на пліт, але її відтягують біля зрубу мосту. Саймон підбігає, щоб допомогти Жанетт, перш ніж Елвін зможе перерізати мотузки швейцарським армійським ножем. Дейв залишається звисати з колоди, коли воно майже віддає.
Елвін та Ян (у якого змінилося серце) переконують Зої допомогти врятувати Дейва. Потім вони біжать до плоту і рятуються від виверження. Перебуваючи на плоту, Зої вибачається перед Джанетт за те, що викрала її та змусила дістати скарб. У подарунок Джанетт дарує Зої золотий браслет, який подарував їй Саймон. Елвін мириться з Дейвом, і вони врятовані. Бурундуки та чіпетки виступають на Міжнародній музичній премії. Новий реформований Ян також починає нову кар'єру як сценарист, продаючи сценарій про історію Зої Голлівуду, повертаючи йому своє багатство і роблячи Зої знаменитою.
У сцені середнього титулу Бурундуки, Чіпетте та Дав

### Елвін і бурундуки: Бурундомандри (2015)
Через чотири роки після подій третій фільм, Елвін, Саймон і Теодор (Джастін Лонг, Меттью Грей Габлер та Джессі Маккартні, а також Чіпетт — Бріттані, Жанетт та Елеонора — (Кейлі Куоко, Анна Фаріс та Крістіна Епплгейт) влаштували для Дейва сюрпризний день народження (Джейсон Лі), яка також служить вечіркою удачі та від'їзду Чіпетт, котрі, як планується, будуть запрошеними суддями на American Idol. Елвін запрошує і наймає багатьох людей і знаменитостей на жах до Саймона, перш ніж Дейв незадоволено повернеться додому. Тим не менше, Дейв погоджується взяти їх у міні-гольф і зустріти Саманту (Кімберлі Вільямс-Пейслі), жінку, з якою він зустрічався останні кілька місяців. Хоча Бурундуки, як Саманта, її син Майлз (Джош Грін) є хуліганом, який фізично зловживає тріо. Пізніше Бурундуки знаходять обручку в сумці, яку Дейв приніс додому, і вважають, що він гой нг запропонувати Саманті. З жахом розуміючи, що Дейв і Саманта одружаться, зроблять Майлза своїм зведеним братом, вони намагаються вкрасти перстень, але не мають успіху.
Дейв повинен випустити платівку для поп-виконавця Ешлі Грей (Белла Торн) в Маямі і вирішує взяти з собою Саманту. Бурундуки та Майлз залишаються разом, але вони погоджуються вирушити до Маямі, щоб саботувати передбачувану пропозицію. Бурундуки вживають наркотиків трьом білочкам (які повернулися туди, де раніше намагалися співати разом з Яном Хоуком із перший фільм) і одягають їх у свій одяг, щоб обдурити свого слабовидячого сусіда Пані Прайс (Дженніфер Кулідж), якій запропонували доглядати за ними. Бурундуки подорожують на літаку, але Теодор випускає мавпу, яка потім випускає кількох тварин, які викликають аварійну посадку і викликають гнів недобросовісного повітряного маршала Джеймса Саггса (Тоні Хейл), який виявляє, що має образу. проти Бурундуків, тому що його дівчина кинула його за те, що він на той час був у них, фактично усунувши його постріл — стати агентом ФБР. Як помста їм, вони потрапляють до No Fly List.
Бурундуки виступають у барі, але це переривається Сугсом, і вони спричиняють бійку в барі як диверсію. Вони стрибають у кабіну, що сидить надворі. Після того, як водій кабіни дізнається, що вони не можуть йому заплатити, він виганяє чотирьох з кабіни. Бурундуки та Майлз відпочивають біля старого дерева, і він виявляє, що батько залишив його, коли йому було п'ять років, змусивши чотирьох зв'язатись і бачити один одного в різному світлі. Вони збирають гроші, щоб сісти на автобус до Новий Орлеан і співати «Uptown Funk» на параді Mardi Gras, який привертає увагу Дейва, коли його транслюють по прямому телебаченню і дозволяють щоб Бурундуки змусили Суггса, який пішов за ними, напитись самогону.
Дейв і Саманта зустрічаються з Майлзом і Бурундуками в Міжнародний аеропорт імені Луї Армстронга в Новому Орлеані, але в результаті того, що вони зробили, Бурундуки і Майлс опиняються заземленими. Оскільки Бурундуки зараз у списку заборонених до польоту, Дейв повинен водити хлопців. Дейв дуже розчарований у них. Коли вони прибувають в Маямі, Елвін виявляє, що вкрав кільце з контейнера, зіпсувавши тим самим пропозицію. Однак Майлз зв'язався з Бурундуками під час їх поїздки і був засмучений тим, що вони святкували це, думаючи, що просто не хочуть мати його поруч. Він переходить вулицю з навушниками і майже збиває машина, але Бурундуки розмахують Теодором і відштовхують Майла з дороги, рятуючи йому життя. Вони погоджуються повернути кільце.
Під час вечері Саггс наздоганяє Бурундуків, але вони затримують його в ліфті. Майлз і Бурундуки повертають кільце Дейву, кажучи, що приймають Саманту та Майлза в сім'ю, але Дейв виявляє, що поки що ніколи не збирався сватати Саманту, і кільце належало його другові Баррі (Едді Стіплз), який запропонував своїй дівчині Алісі, яка з огидою знаходить монетний двір всередині контейнера, який Елвін помістив там як заміну кільцю. Дейв дуже розчарований у Бурундуках, тому вони намагаються це надолужити, заспівавши йому нову пісню на вечірці запуску за допомогою Чіпетт, Ешлі та Майлза. Вони також повертають кільце Баррі, який повторює спробу його пропозиції Алісі, і цього разу Аліса приймає. Пробачивши їх (водночас вибачившись за те, що він перебрався за межі своєї музичної політики), Дейв повертається до Лос-Анджелеса разом із Бурундуками та офіційно приймає їх за своїх синів, але засмучується, дізнавшись, що білки знищили все в їхньому будинку. Пізніше Саггс вирвався з ліфта і вирішив відпочити біля басейну, лише двоє охоронців винесли його з готелю.